# Festival de Sanremo 2010
Le soixantième Festival de la chanson italienne (ou Festival de Sanremo) a eu lieu au théâtre Ariston de Sanremo du 16 au 20 février 2010. La direction artistique est confiée à Gianmarco Mazzi, l'orchestre est conduit par Marco Sabiu et la régie sous la direction de Duccio Forzano.
25 interprètes se sont produits, proposant différentes chansons, et partagés entre deux sections : Artistes (15) et Nouvelle Génération (10). Le vainqueur de la troisième édition de X Factor a été admis de droit dans la section Artistes.

## Présentation
La présentation du festival est confiée à Antonella Clerici (quatrième femme présentatrice principale du festival après Loretta Goggi, Raffaella Carrà et Simona Ventura).:

## SectionArtistes

### Finaliste
| Position | Chanson                   | Auteur                                                        | Artiste                                  | Votes |
| -------- | ------------------------- | ------------------------------------------------------------- | ---------------------------------------- | ----- |
| 1        | Per tutte le volte che... | (Pierdavide Carone)                                           | Valerio Scanu                            |       |
| 2        | Italia amore mio          | (Pupo, Emanuele Filiberto)                                    | Pupo, Emanuele Filiberto e Luca Canonici |       |
| 3        | Credimi ancora            | (Marco Mengoni, Stella Fabiani, Massimo e Piero Calabrese)    | Marco Mengoni                            |       |
| 4        | Per tutta la vita         | (Diego Calvetti, Marco Ciappelli)                             | Noemi                                    |       |
| 5        | Ricomincio da qui         | (Malika Ayane, Pacifico, Ferdinando Arnò)                     | Malika Ayane                             |       |
| 6        | Il mondo piange           | (Irene Fornaciari, Zucchero, Damiano Dattoli)                 | Irene Fornaciari feat. Nomadi            |       |
| 7        | La cometa di Halley       | (Francesco Bianconi, Irene Grandi)                            | Irene Grandi                             |       |
| 8        | Meno male                 | (Simone Cristicchi, Frankie HI-NRG, Elia Marcelli, A. Canini) | Simone Cristicchi                        |       |
| 9        | Malamorenò                | (Giuseppe Anastasi)                                           | Arisa e Sorelle Marinetti                |       |
| 10       | La verità                 | (Povia)                                                       | Povia                                    |       |

### Non finaliste
| Elimination | Chanson             | Auteur                               | Artiste                         | Votes |
| ----------- | ------------------- | ------------------------------------ | ------------------------------- | ----- |
| E4          | Non è una canzone   | (Fabrizio Moro)                      | Fabrizio Moro                   |       |
| E4          | La notte delle fate | (Enrico Ruggeri)                     | Enrico Ruggeri                  |       |
| E1 - E3     | Aeroplani           | (Toto Cutugno, C. Romano, S. Iodice) | Toto Cutugno                    |       |
| E1 - E3     | Jammo jà            | (Nino D'Angelo)                      | Nino D'Angelo e Maria Nazionale |       |
| E2 - E3     | Baby                | (Roberto Tini, Diego Fainello)       | Sonohra                         |       |

- E1 - Éliminé lors de la première soirée
- E2 - Éliminé lors de la seconde soirée
- E3 - Éliminé lors de la troisième soirée
- E4 - Éliminé lors de la quatrième soirée
- R - Repêché lors de la troisième soirée

## SectionNouvelle Génération
Finaliste
| Position | Artiste        | Chanson                   |
| -------- | -------------- | ------------------------- |
| 2        | Jessica Brando | Dove non ci sono ore      |
| 1        | Tony Maiello   | Il linguaggio della resa  |
| 4        | Luca Marino    | Non mi dai pace           |
| 3        | Nina Zilli     | L'uomo che amava le donne |

Non finaliste
| Élimination | Artiste              | Chanson             |
| ----------- | -------------------- | ------------------- |
| E2          | Broken Heart College | Mesi                |
| E2          | Mattia De Luca       | Non parlare più     |
| E2          | Jacopo Ratini        | Su questa panchina  |
| E3          | La Fame di Camilla   | Buio e luce         |
| E3          | Nicolas Bonazzi      | Dirsi che è normale |
| E3          | Romeus               | Come l'autunno      |

- E2 - Éliminé lors de la seconde soirée
- E3 - Éliminé lors de la troisième soirée

## Prix

### SectionArtistes
- Prix Mia Martini de la critique Section Artistes:
- Prix de la presse,de la Radio et de la télévision' Section Artistes:

### SectionNouvelle Génération
- Prix Mia Martini de la critique Section Nouvelle Génération:
- Prix de la presse, de la Radio et de la télévision Section Nouvelle Génération:

## Direction artistique, auteurs et consulenti
La direction artistique de l'événement a été confié à Gianmarco Mazzi, déjà directeur artistique-musical des éditions de 2005, de 2006 et de 2009.
Le coordinateur artistique du festival est Roberto Paulillo.

## Orchestre
Le Sanremo Festival Orchestra est dirigé par le chef d'orchestre Marco Sabiu et des chefs d'orchestre Diego Calvetti, Marco Falagiani, Clemente Ferrari, Carlo Giardina, Fabio Gurian, Danilo Minotti, Andrea Mirò, Massimo Morini, Roberto Rossi, Bruno Santori, Renato Serio, Peppe Vessicchio.

## Soirée

### Première soirée - 16 février
Au cours de la première soirée sont présentés les quinze Artistes:les douze les plus votés (à travers un jury représentatif dans la salle) accèdent à la seconde soirée. Sont présentés aussi les 10 artistes Nouvelle Génération.
Éliminés lors de la première soirée
- Toto Cutugno
- Nino D'Angelo et Maria Nazionale
- Pupo, Emanuele Filiberto et le tenor Luca Canonici

### Seconde soirée - 17 février
Au cours de la seconde soirée jouent les Artistes non éliminés. Toujours selon les votes d'un jury représentatif, les dix premiers classés continuent le concours. 5 Nouvelle Génération sont présentés. Avec le vote pour 50 % du télé-vote et pour les 50 % restants d'un jury technique composé de musiciens du Sanremo Festival Orchestra, 2 chanteurs de la Nouvelle Génération sont admis à participer à la quatrième soirée.
Éliminés lors de la seconde soirée - Catégorie Artistes
- Valerio Scanu
- Sonohra[2]

Éliminés définitivement lors de la seconde soirée - Catégorie Nouvelle Génération
- Broken Heart College
- Jacopo Ratini
- Mattia De Luca

### Troisième soirée - 18 février
Au cours de la troisième soirée sont présentés les 5 Artistes exclus lors des deux premières soirées. En outre repassent les 5 artistes restants Nouvelle Génération. Avec le vote pour 50 % du télé-vote et pour les 50 % restants d'un jury technique composé de musiciens du Sanremo Festival Orchestra, 2 "Artistes" et 2 chanteurs de la Nouvelle Génération sont admis à la quatrième soirée.
Repêchés lors de la troisième soirée  - Catégorie Artistes
- Valerio Scanu
- Pupo, Emanuele Filiberto et le tenor Luca Canonici

Éliminés définitivement lors de la troisième soirée - Catégorie Artistes
- Nino D'Angelo et Maria Nazionale
- Toto Cutugno
- Sonohra

Éliminés définitivement lors de la troisième soirée - Catégorie Nouvelle Génération
- Nicolas Bonazzi
- La Fame di Camilla
- Romeus

### Quatrième soirée - 19 février
Au cours de la quatrième soirée, sont présentés à nouveau les douze Artistesrestants du concours, interprétant une version modifiée du morceau accompagnés par des invités: deux chansons sont éliminés, avec le vote pour 50 % du télé-vote et pour les 50 % restants d'un jury technique composé de musiciens du Sanremo Festival Orchestra. En outre, est proclamé le vainqueur de la  Nouvelle Génération, avec un système de vote mixte : 50 % les votes du jury de musiciens du “Sanremo Festival Orchestra”, 50 % les votes du public à travers le système du télé-vote.
Éliminés définitivement lors de la quatrième soirée - Catégorie Artistes
- Fabrizio Moro
- Enrico Ruggeri

Vainqueur section Nouvelle Génération
- Tony Maiello

### Cinquième soirée - 20 février
Lors de la cinquième soirée, sont présentés les dix  Artistes restants de l'épreuve: les trois premiers au vote, avec le vote pour 50 % du télé-vote et pour les 50 % restants d'un jury technique composé des musiciens du Sanremo Festival Orchestra, accèdent au concours final, où est procédé à un autre vote ?azzerando? les points précédemment acquis. Le vainqueur est seulement déterminé par le vote des spectateurs du public.
Éliminés définitivement lors de la cinquième soirée - Catégorie Artistes
- Simone Cristicchi
- Arisa et Sorelle Marinetti
- Irene Grandi
- Noemi
- Irene Fornaciari et Nomadi
- Povia
- Malika Ayane

Classement final - Artistes
1. Valerio Scanu - Per tutte le volte che...
2. Pupo, Emanuele Filiberto et le tenor Luca Canonici - Italia amore mio
3. Marco Mengoni - Credimi ancora

## Hôtes
Première soirée - 16 février
- Antonio Cassano
- Susan Boyle
- Dita von Teese

Seconde soirée - 17 février
- Rania de Jordanie
- Michelle Rodríguez
- Robbie Williams
- Les danseurs du Moulin Rouge

Troisième soirée - 18 février
- Fiorella Mannoia
- Elisa
- Miguel Bosé
- Carmen Consoli
- Riccardo Cocciante
- Francesco Renga
- Massimo Ranieri
- Edoardo Bennato
- Nilla Pizzi

Quatrième soirée - 19 février
- Tokio Hotel
- Bob Sinclar
- Jennifer Lopez

Cinquième soirée - 20 février
- Mary J. Blige
- Bill Clinton
- Lorella Cuccarini